# Перелік відомих фінікійців
Знамениті фінікійці — найвідоміші представники фінікійців, уродженців  Фінікії і її колоній.
- Хірам Великий — цар  Тіра, який допомагав будувати Єрусалимський Храм.
- Елулай — цар Тіра, розбив ассирійців.
- Елісса — засновниця Карфагена.
- Малх — карфагенський полководець.
- Магоніди — династія карфагенських полководців.
- Ганноніди — династія карфагенських полководців.
- Баркіди — династія карфагенських полководців.
- Бальби — клан римських політичних діячів з Гадеса.
- Севери — династія римських імператорів.
- Марк Аврелій Кар — римський імператор.
- Ураній Антонін — самозваний римський імператор.
- Кадм — засновник Фів, творець грецького алфавіту.
- Мохос — творець атомізму.
- Фалес — математик, фізик і філософ.
- Зенон Кітійський — філософ.
- Зенон Сидонський — філософ.
- Діодор з Тіра — філософ.
- Меніпп Гадарський — філософ.
- 'Антипатр із Тира'  — філософ.
- Філон Біблський — історик.
- Менандр Ефеський — історик.
- Адгербал — карфагенський адмірал.
- Карталон — карфагенський адмірал.
- Геліодор — еротичний письменник.
- Феодосій з Триполі — геометр і астроном.
- Нікомах Геразенський — математик і філософ.
- Евтоцій Ашкалонський — математик з Аскалона.
- Марк Валерій Проб — граматик.
- Доротей Сидонський — астролог і поет.
- Луцій Юній Модерат Колумелла — агроном.
- Теренцій Публій Афр — письменник.
- Хриссіпп з Сол — філософ.
- Модерат з Кадіса — філософ.
- Філодем з Гадари — філософ і поет.
- Мелеагр Гадарський — поет.
- Клітомах — філософ.
- Санхунйатон — історик.
- Малх Клеодемус — історик і віщун.
- Помпоній Мела — географ.
- Публій Сальвій Юліан — юрист.
- Ульпіан — юрист.
- Едіп — нащадок Кадма.
- Максим Тірський — ритор і філософ.
- Каллікрат Тірський — історик III ст., родом із Тіра, який написав біографію імператора Авреліана

## Імовірно мали фінікійське походження
- Епамінонд — полководець, нащадок сподвижників Кадма.
- Ферекид — космолог (родом з Сіроса, «Ферекид не отримував настанов в філософії ні від жодного вчителя, але набув свої знання з таємних книг фінікійців»)
- Піфагор — математик (по одній з версії, народився в Сидоні, і був сином Мнесарха із Тіра).
- Евклід — математик (згідно середньовічного пізнього переказу, «родом із Тіру»).
- Светоній — історик (за однією з версій, він родом з тірської колонії Гіппон-Регій).
- Прокопій Кесарійський — історик (з язичницького населення Ерец-Ісраель).
- Калліннік — інженер і архітектор, винайшов грецький вогонь (походить з Леванту).
- Версія про єврейське походження Аристотеля.